# Mariadele (album)
mariadele è l'album omonimo di esordio della cantautrice italiana Mariadele, pubblicato nel giugno del 1997 dalla casa discografica BMG Ricordi.
L'album è frutto del primo contratto discografico, ottenuto da Mariadele con la partecipazione al Festival di San Marino del 1995. L'album è stato anticipato nel 1996 dal singolo Meglio con te. Altro singolo estratto dall'album nel mese di settembre è fra Bologna e me.

## Tracce
Testi di Marco Giorgi, musiche di Marco Giorgi e Pier Carlo Penta.
1. Meglio con te - 4:30
2. Fra Bologna e me - 3:57
3. Un angelo a piedi - 4:06
4. Non cercarmi più - 4:09
5. Una sorpresa in agguato - 4:25
6. Qualcosa mi ha detto - 4:15
7. Quando te ne andrai - 3:44
8. Sola insieme a me - 4:12
9. Più su delle parole - 3:59
10. Io, Laura e la sua amica - 4:52
11. Il cuore di Angela - 3:08

## Musicisti
- Mariadele - voce
- Gigi Cappellotto - basso
- Lele Melotti - batteria
- Luca Ricchi - chitarra
- Pier Carlo Penta - pianoforte, tastiera, organo Hammond
- Massimo Luca - chitarra
- Marco Giorgi  - pianoforte, cori
- Andrea Sandri - basso, cori
- Leo Zeuss - tastiera, pianoforte, programmazione
- Roberto Ponzio - batteria
- Angie Passarella - chitarra
- Paolo Clementi - violino
- Claudio Pascoli - sax
- Clessidra (in Meglio con te e Un angelo a piedi)